# Эйнджел-Маундз

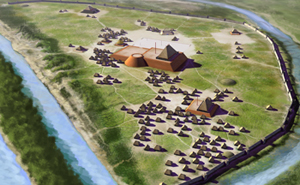
Эйнджел-Маундз

Исторический памятник Эйнджел-Маундз находится на реке Огайо на границе округов Вандерберг и Уоррик, рядом с городом Эвансвилл в штате Индиана, выше по течению после слияния рек Грин-Ривер и Огайо. Назван в честь семьи Эйнджел, поселившейся в этих местах в начале XIX века.

## История

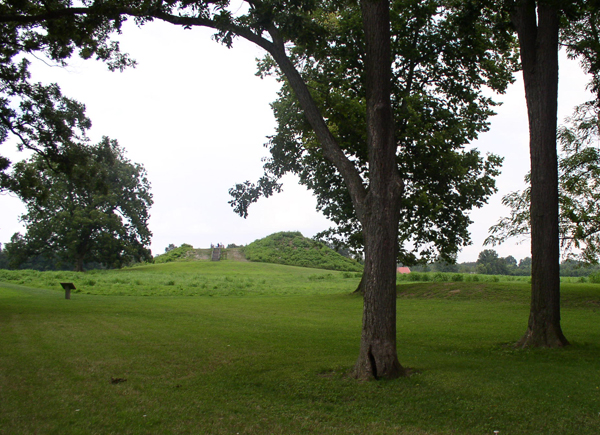
Вид на курган A, узкий торец

В течение более чем тысячи лет на юго-западе Индианы обитали индейцы. В настоящее время Эйнджел-Маундз считается одним из лучше всего сохранившихся исторических памятников доисторической индейской эпохи в США. В период 1100—1450 гг. в этом месте существовал индейский протогород — центр регионального вождества, населённый представителями миссисипской культуры, которые занимались охотой и фермерством в плодородных долинах реки Огайо. В этом протогороде жило несколько тысяч человек. Во время существования города место на реке было удобным для пристани, а вода в реке была чистой и пригодной для питья. Вокруг города была сооружён глинобитный частокол, а территория города постоянно очищалась от зарослей.

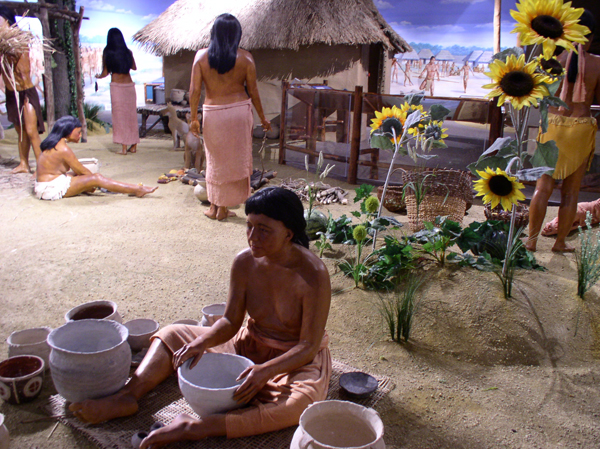
Диорама в музее Эйнджел-Маундз, изображающая изготовление индейцами керамики

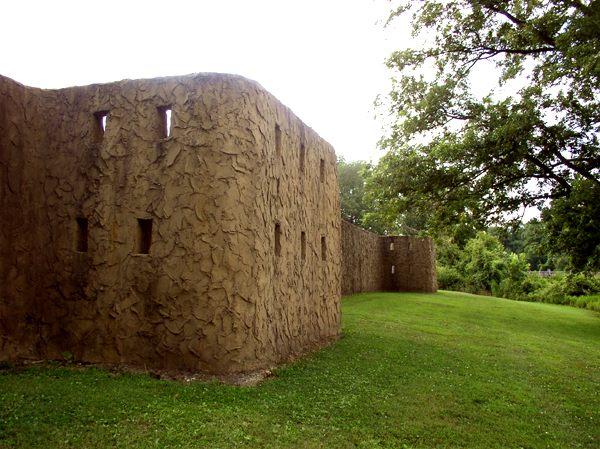
Секция реконструированного палисада, окружавшего древнее поселение в Эйнджел-Маундз.

Этот крупнейший для своего времени протогород Индианы был заброшен по непонятной причине. Последние 60 лет на его месте существует музей, здесь же проводятся археологические раскопки. В 2006 г. здесь была обнаружена древняя мастерская керамики.

## Курганы
Курган A, или центральный (платформенный) курган — самый высокий курган комплекса. Он состоит из двух уровней с коническим курганом в юго-восточном углу. Базовый курган имеет длину 196 метров и ширину 126 метров. Местные жители перенесли в место сооружения кургана 67785 кубических ярдов (56 862 кубометров) земли в корзинах из стремнины вдоль южной стороны поселения, чтобы насыпать курган. Размеры нижней террасы — 30 на 30 метров, она находится на южной стороне кургана. Современные ступеньки были сделаны в кургане, чтобы защитить его от эрозии. Археологические находки показывают, что в доисторические времена здесь могла существовать лестница из брёвен. Верхняя терраса возвышается на 8,5 метров над местностью — её площадь больше, чем площадь нижней террасы. По сообщениям ранних путешественников, оказавшихся в этих местах, в этих местах когда-то проживал наследственный вождь местной общины, а вокруг его поселения существовала группа родственных поселений.